# Бабляк Леся Леонідівна
Бабляк Леся Леонідівна (нар. 5 лютого 1977, Львів) — українська художниця декоративно-ужиткового мистецтва. Працює в галузі релігійного живопису. Член СУОМА.

## Життєпис
Народилася у Львові. У 1990-х виїхала до Австралії. Там же приєдналася до відділення Нового Південного Уельсу Спілки українських образотворчих митців Австралії. У 1997 році закінчила Львівський колледж декоративно-прикладного мистецтва. Цього ж року вступила до Львівської академії мистецтв, де навчалась під керівництвом В. Овсійчука і К. Маркевича.
Працює вчителем образотворчого мистецтва ліцею № 157 м. Києва та Київської дитячої Академії мистецтв імені М.І. Чембержі.
З 1997 — учасниця виставок. У 2000-му мала персональну виставку у Сіднеї (Австралія), у 2007 — у Львові.
Неодноразова учасниця і гостя мистецьких фестивалів.
Автор розпису ікон парафії УГКЦ Різдва св. Івана Хрестителя в Слупську.
Серед основних творів — «Архангел Гавріїл» (1999 р.), «Архангел Міхаїл» (1999 р.), «Благовіщення» (1999 р.), «Спас-Вседержець» (2000 р.), «Богородиця Ніжності» (2000 р.), «Святі Кирило і Мефодій» (2003 р.).